# Epomophorus minimus
Epomophorus minimus is een zoogdier uit de familie van de vleerhonden (Pteropodidae). De wetenschappelijke naam van de soort werd voor het eerst geldig gepubliceerd door Claessen & Vree in 1991.